# فلوریس یان بوفلاندر
فلوریس یان بوفلاندر (انگلیسی: Floris Jan Bovelander؛ زادهٔ ۱۹ ژانویهٔ ۱۹۶۶) بازیکن هاکی روی چمن اهل هلند بود.